# سيباستيان سافيدرا
سيباستيان سافيدرا (بالإسبانية: Sebastián Saavedra)‏ مواليد 2 يونيو 1990 في بوغوتا، هو سائق فورملا 1 كولومبي.

## سباقات شارك فيها
- بطولة فورمولا 3 الألمانية
- سلسلة إندي كار
- إنديانابوليس 500

## وصلات خارجية
- سيباستيان سافيدرا على موقع Racing-Reference.info (الإنجليزية)
- سيباستيان سافيدرا على موقع DriverDB.com (الإنجليزية)
- الموقع الرسمي